# Phaner electromontis
Phaner electromontis is een zoogdier uit de familie van de dwergmaki's (Cheirogaleidae). De wetenschappelijke naam van de soort werd voor het eerst geldig gepubliceerd door Groves & Tattersall in 1991.

## Voorkomen
De soort komt voor in het noorden van Madagaskar, waar het onder andere voorkomt in Nationaal park Montagne d'Ambre.